# Jorge Carrascosa
Jorge Carrascosa (* 15. srpna 1948, Valentín Alsina) je bývalý argentinský fotbalista, obránce.

## Klubová kariéra
Hrál za argentinské kluby CA Banfield, Rosario Central a CA Huracán. v roce 1971 vyhrál argentinský šampionát Nacional s Rosariem Central a v roce 1973 Metropolitano s CA Huracán. V Poháru osvoboditelů nastoupil v 16 utkáních a dal 1 gól.

## Reprezentační kariéra
Za reprezentaci Argentiny nastoupil v letech 1970-1977 ve 30 utkáních a dal 1 gól, byl členem argentinské reprezentace na Mistrovství světa ve fotbale 1974, kde nastoupil ve 2 utkáních.

## Ligová bilance
| Ročník                              | Zápasy | Góly | Klub            |
| ----------------------------------- | ------ | ---- | --------------- |
| Primera División (Argentina) 1967   | 11     | 0    | CA Banfield     |
| Primera División (Argentina) 1968   | 5      | 0    | CA Banfield     |
| Primera División (Argentina) 1969   | 36     | 0    | CA Banfield     |
| Primera División (Argentina) 1970   | 33     | 0    | Rosario Central |
| Primera División (Argentina) 1971   | 35     | 2    | Rosario Central |
| Primera División (Argentina) 1972   | 20     | 1    | Rosario Central |
| Primera División (Argentina) 1973   | 47     | 0    | CA Huracán      |
| Primera División (Argentina) 1974   | 28     | 0    | CA Huracán      |
| Primera División (Argentina) 1975   | 36     | 0    | CA Huracán      |
| Primera División (Argentina) 1976   | 38     | 0    | CA Huracán      |
| Primera División (Argentina) 1977   | 51     | 0    | CA Huracán      |
| Primera División (Argentina) 1978   | 55     | 0    | CA Huracán      |
| Primera División (Argentina) 1979   | 32     | 0    | CA Huracán      |
| CELKEM Primera División (Argentina) | -      | -    |                 |